# Sosnowiec (województwo świętokrzyskie)
Sosnowiec – wieś w Polsce położona w województwie świętokrzyskim, w powiecie jędrzejowskim, w gminie Sędziszów.
| SIMC    | Nazwa           | Rodzaj    |
| ------- | --------------- | --------- |
| 0993350 | Stary Sosnowiec | część wsi |

W latach 1975–1998 miejscowość położona była w województwie kieleckim.
W 1906 w Sosnowcu urodził się Kazimierz Zielenkiewicz (zm. 1988) – polski malarz, przedstawiciel École de Paris, tworzący od 1937 we Francji i Wielkiej Brytanii.
W miejscowości znajdują się dwie ulice: Łąkowa i Brzozowa. 